# 兆康站 (輕鐵)
兆康站（英語：Siu Hong Stop）是港鐵輕鐵的車站之一，位於香港屯門河西面，在兆康苑東面位置，代號100，屬單程車票第3收費區，同時，是全港唯一一個採用三角月台設計的車站。

## 車站構造

### 車站樓層
| C | 屯馬綫大堂                                                           | 輕鐵客務中心                                                                                    | 輕鐵客務中心                                                                                    | 輕鐵客務中心                                                                                    | 輕鐵客務中心                                                                                    | 輕鐵客務中心 |
| P | 出口                                                                 | 兆康苑                                                                                          | 兆康苑                                                                                          | 兆康苑                                                                                          | 兆康苑                                                                                          |              |
| P | 月台                                                                 | 月台                                                                                            |                                                                                                 | 月台                                                                                            | 月台                                                                                            |              |
| P |                                                                      | 615P 往屯門碼頭（麒麟）6                                                                        |                                                                                                 |                                                                                                 | 專用 3                                                                                          |              |
| P | 5                                                                    | 505 往三聖（青松） 614P 往屯門碼頭（鳳地）                                                      |                                                                                                 | 4 專用                                                                                          |                                                                                                 |              |
| P | 月台                                                                 | 月台                                                                                            | 出口 · C · 升降机标志 · 扶手电梯标志                                                            | 月台                                                                                            | 月台                                                                                            |              |
| P | 月台                                                                 |                                                                                                 |                                                                                                 |                                                                                                 |                                                                                                 |              |
| P | 610614615 往元朗（藍地） · 720 往天榮（藍地） · 751 往天逸（藍地） 1 |                                                                                                 |                                                                                                 |                                                                                                 |                                                                                                 |              |
| P | 2                                                                    | 610 往屯門碼頭（屯門醫院） 614 往屯門碼頭（鳳地） 615 往屯門碼頭（青松） 751 往友愛（屯門醫院） | 610 往屯門碼頭（屯門醫院） 614 往屯門碼頭（鳳地） 615 往屯門碼頭（青松） 751 往友愛（屯門醫院） | 610 往屯門碼頭（屯門醫院） 614 往屯門碼頭（鳳地） 615 往屯門碼頭（青松） 751 往友愛（屯門醫院） | 610 往屯門碼頭（屯門醫院） 614 往屯門碼頭（鳳地） 615 往屯門碼頭（青松） 751 往友愛（屯門醫院） |              |
| P | 月台                                                                 |                                                                                                 |                                                                                                 |                                                                                                 |                                                                                                 |              |
| P | 出口 · B · 扶手电梯标志                                              | 屯馬綫兆康站                                                                                    | 屯馬綫兆康站                                                                                    | 屯馬綫兆康站                                                                                    | 出口 · D · 升降机标志                                                                           |              |

### 車站月台
- 除只用作總站的車站外，月台數目第二多，共6個（其中2個現為備用月台，沒有輕鐵路綫停靠）
- 每個月台長約40米，可同時停泊2輛輕鐵單卡。
- 2號月台則長約60米，可同時停泊3輛輕鐵單卡（原來長80米，可同時停泊4輛輕鐵單卡，後因增建過路設施縮短月台）
- 擁有港鐵唯一一個三角月台（1、4及5號月台），亦是輕鐵系統唯一一組連在一起的月台，無需過路便可來往不同月台。

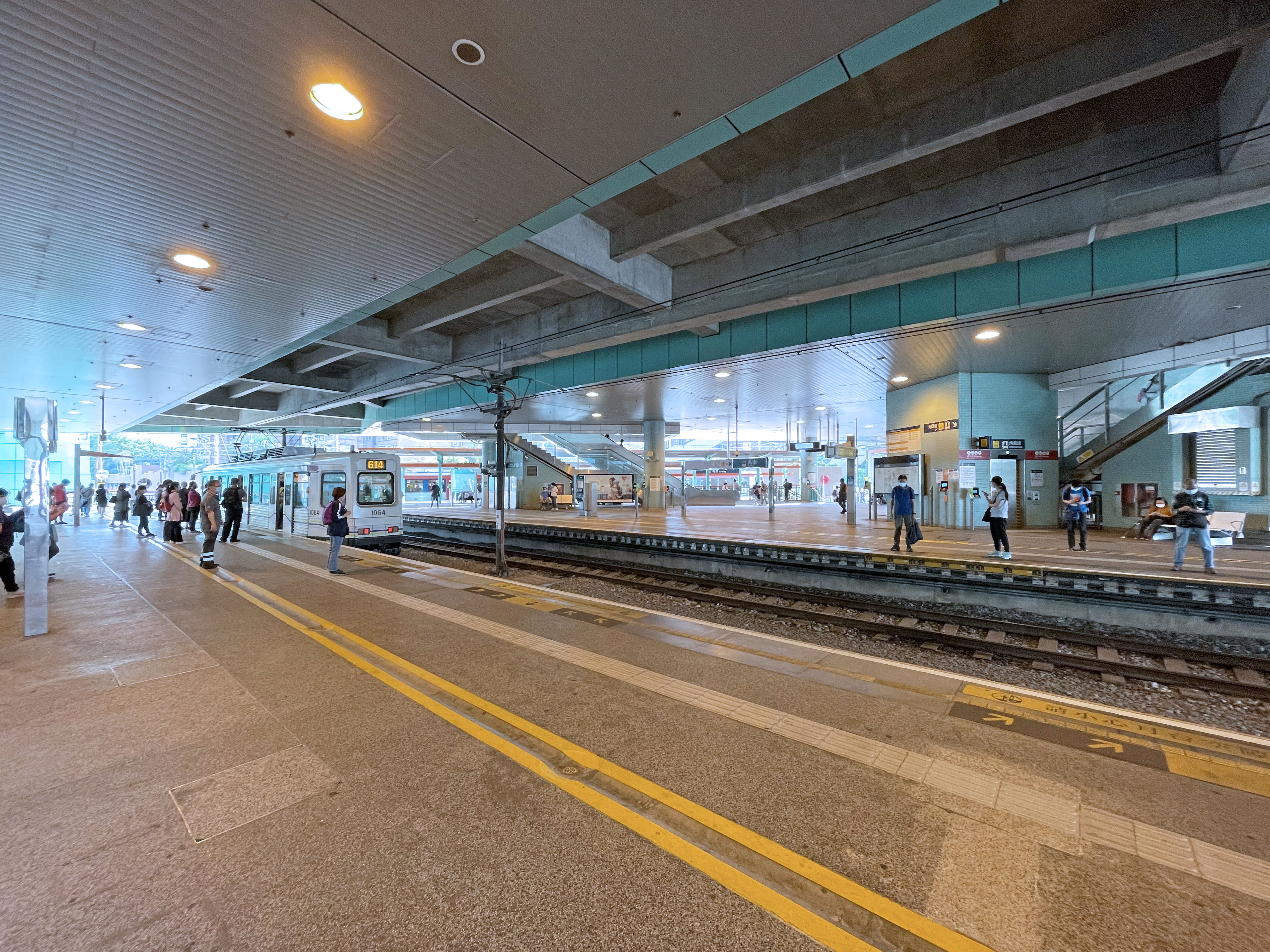
兆康站1及2號月台（2021年4月）
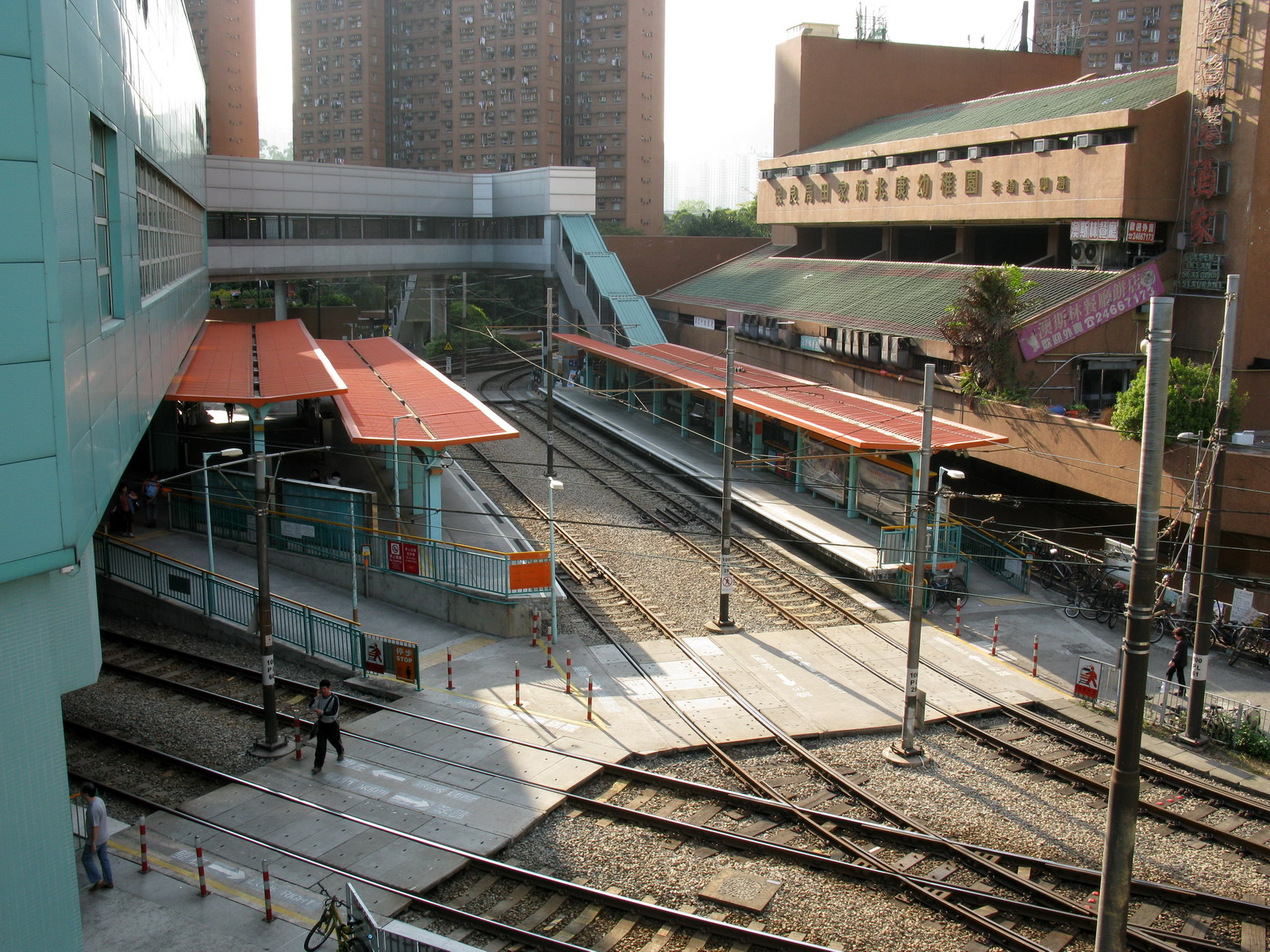
兆康站3及4號月台（2008年1月）

### 車站周邊
- 兆康苑
- 疊茵庭
- 清涼法苑
- 屯馬綫兆康站
- 嶺南大學
- 富泰邨
- 兆康站（北）公共運輸交匯處
- 兆康站（南）公共運輸交匯處
- 虎地消防局
- 名賢居
- 神召神學院
- 香港童軍屯門東區總部

## 鄰接車站
兆康站有最多的相鄰車站：藍地、麒麟、青松、屯門醫院、鳳地共5個。
本站位於輕鐵由屯門往來元朗的要衝，故此所有來往屯門與元朗（包括天水圍）之間的列車均需途經本站。本站的車站覆蓋率是輕鐵系統中最高，達60個；只有天水圍西南部及北部7個車站無法直達（有3個天水圍西南車站曾經有輕鐵720綫可直達）。在天水圍北部預留區支綫通車前（2003年12月7日前），本站覆蓋所有輕鐵車站。

## 使用狀況
本站位於輕鐵系統屯門和元朗區之間，所有來往兩地的路線均需途經本站，在未建成九廣西鐵（現稱屯馬綫）之前，它已是一個主要車站。現在由於本站是屯馬綫的轉車站，平時有大量乘客使用本站轉乘屯馬線，加上途經路線和可直達的輕鐵車站數目均是輕鐵系統之冠，因此本站可算是最繁忙的輕鐵站。本站鄰近大型居屋屋苑兆康苑，但兆康苑居民的使用率只佔了少數。
據港鐵公司於2017年11月的乘客調查中，表示兆康站是輕鐵系統內最多人轉車的車站，當中以互相轉乘614P及615P(但乘客無需落車，會直接轉換對方號碼繼續行程) 、505及751或610最為常見。

## 歷史
本站於1988年隨同輕鐵一併啟用；後為配合在九廣西鐵（現稱屯馬綫）兆康站大幅擴建，工程期間1號月台及2號月台暫時封閉（拆卸並重建）、並在較北位置興建臨時車站。九廣西鐵啟用之後，該站成為九廣西鐵及輕鐵的轉車站，地位更形重要。該站亦共有3條輕鐵路線在此站為終點站。站內也設輕鐵客務中心。
2023年2月26日，輕鐵第二期列車最後一日營運，港鐵公司舉行第二期輕鐵感謝之旅，以急行方式前往本站，於當日大約早上9時40分到達此站。其後港鐵公司在此站舉行退役儀式。最終該列車在早上11時駛離本站，前往屯門車廠退役。

## 相關事件

### 列車相撞
- 1997年6月21日，一輛往屯門碼頭方向的615綫（編號1019）在兆康站前右轉往4號月台時與對面路軌往天水圍（現天榮站）的720（編號1035）迎頭相撞，29人受傷。事後九鐵公司為避免意外發生，在九廣西鐵（現稱屯馬綫）兆康站進行工程期間，輕鐵月台暫時封閉、並使用較北位置興建的臨時車站。自此以後，往屯門碼頭方向的輕鐵615綫永久經兆康站2號月台上下客，而不再經兆康站4號月台往麒麟站（兆康站→麒麟站→青松站）方向。

### 出軌事件
- 2002年12月18日，一輛505綫列車駛進本站時出軌，導致麒麟站至洪水橋站一共6個車站一度暫停服務，杯渡站至鳳地站往元朗方向亦暫停服務，曾使505、610、614、615及720綫受到影響，其中614綫服務更接近癱瘓。
- 2020年8月29日，一輛610綫往元朗方向列車駛進本站時出軌，曾使505、610、614、614P、615、615P及751綫受到影響[3]。

### 不慎墮軌
- 2006年8月8日中午，一名68歲婦人吳某在兆康站候車期間，疑因頭暈而不慎墮軌，並被進站的列車撞至捲入車底，送院搶救後生還。及後，有傳媒揭發墮軌老婦為多年前一宗命案的兇手。[4]

### 民主黨闖入輕鐵後備路軌範圍
2007年，政府拒絕在兩鐵合併後調低輕鐵票價，因而民主黨的當區議員陳樹英及20多名民主黨新界西支部成員與該區居民發起遊行。其後，陳樹英及其他人士突破封鎖，闖入輕鐵後備路軌範圍，警方派出約十名警員到場戒備，事件中無人被捕，但九廣鐵路發言人表示，有關行為違反西北鐵路附例，將保留追究權利。

### 反修例事件 示威者被控暴動
2019年10月7日晚上，逾百人於西鐵綫兆康站進行破壞，用槌、鐵通、削尖硬物等破壞輕鐵站設施。到晚上9時57分，來自新界北總區應變大隊的大批防暴警員出動並衝入兆康苑範圍拘捕10人，包括一名19歲孕婦。居民因不滿警方走入民居拉人而指罵警方，大叫﹕「解散警隊，刻不容緩」和「徐步高喺你後面呀」。部分被捕人士其後「踢保」，到2020年12月10日再被警方拘捕，警方控告其中3男2女涉嫌暴動、暴動時使用蒙面物品及管有物品意圖損壞或破壞財產。

## 相關章節
- 三角月台
- 香港輕鐵車站列表

## 資料來源與註釋
1. ↑   (PDF). 港鐵公司. 2018-07-06  [2018-10-27]. （原始内容存档 (PDF)于2020-06-04） （中文（香港））.
2. ↑   (PDF). 26-02-2023  [2024-04-01]. （原始内容存档 (PDF)于2023-05-11）.
3. ↑  . 2020-08-29  [2020-08-29]. （原始内容存档于2022-05-23） （中文（香港））.
4. ↑  . 蘋果日報. 2006-08-09  [2021-05-04]. （原始内容存档于2021-04-20）.
5. ↑  . 星島日報. 2007年5月21日  [2019年8月11日]. （原始内容存档于2019年8月11日） （中文（香港））.
6. ↑  凌逸德. . 香港01. 2020-12-10  [2020-12-10]. （原始内容存档于2021-05-03） （中文（香港））.

## 外部連結
- 兆康站臨時月台（页面存档备份，存于）
- 港鐵公司 - 輕鐵及巴士服務 - 輕鐵街道圖（页面存档备份，存于）
- 港鐵公司－輕鐵及巴士服務－兆康站位置圖（页面存档备份，存于）
- 港鐵公司 - 輕鐵及巴士服務 - 輕鐵行車時間表（页面存档备份，存于）